# Meute (canidés)
Pour les articles homonymes, voir Meute.

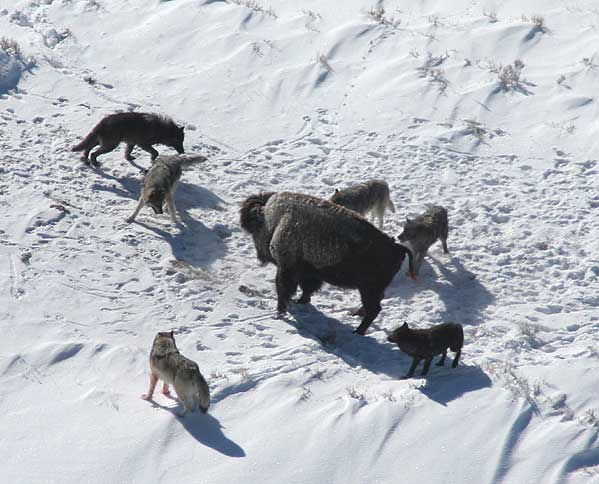
Les meutes de loups chassent en groupe, ici un bison.

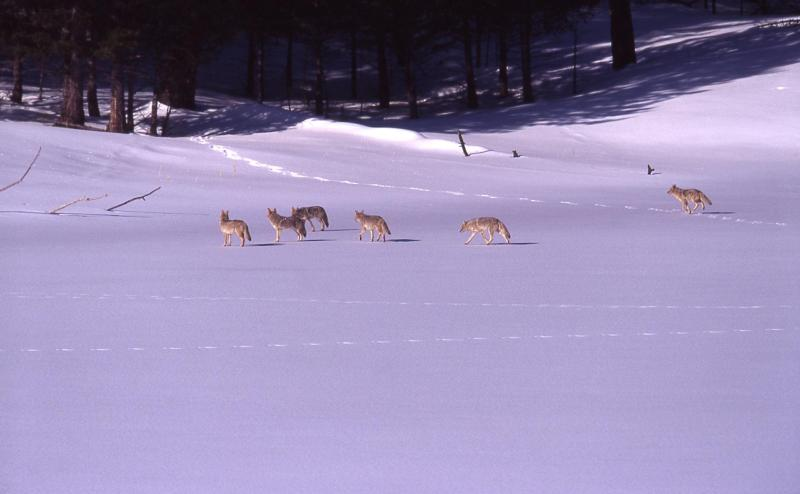
Meute de coyotes.

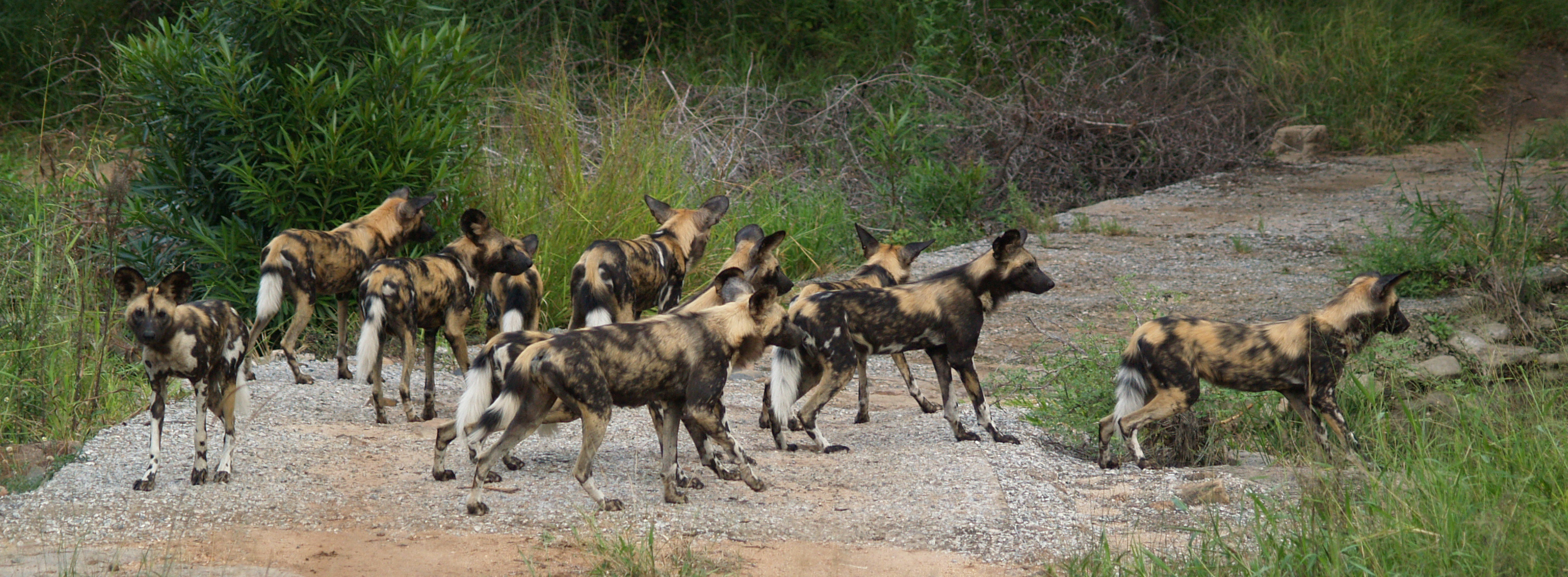
Meute de lycaons.

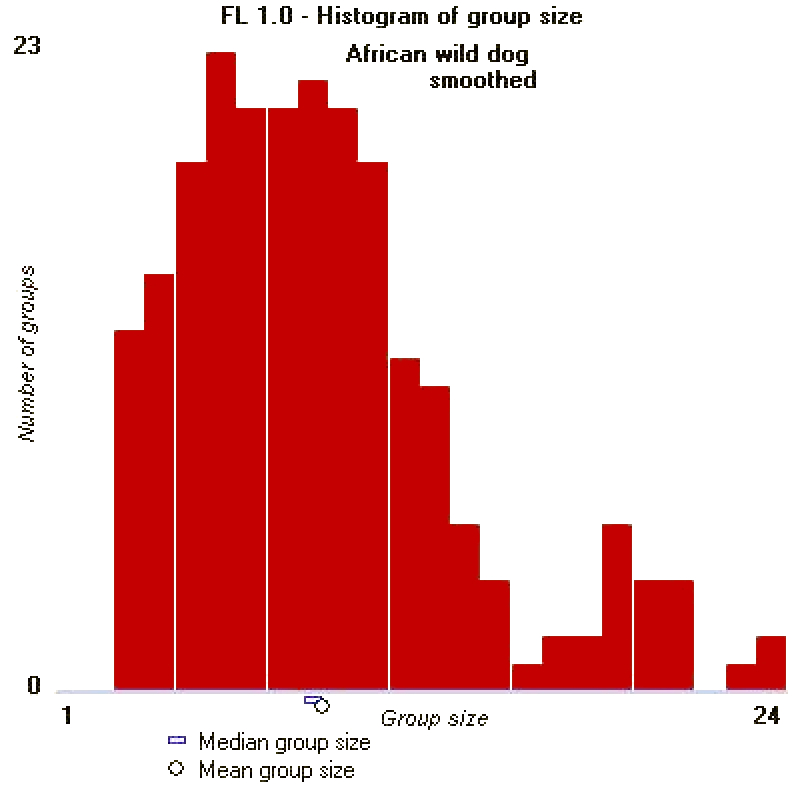
Répartition des tailles de meutes de lycaons.

Une meute est un groupe social conspécifique de canidés. La taille du groupe et le comportement social varient selon les espèces, et toutes ne forment pas de meutes, par exemple le renard.

## Comportements spécifiques

### Loups
Le loup (Canis lupus) vit en meutes habituellement composées d’un couple dominant et de leur progéniture des deux ou trois années précédentes. Les loups du couple dominant n’ont normalement pas de lien de parenté, et d’autres individus extérieurs peuvent se joindre à la meute. Les loups chassent habituellement en meute, mais peuvent également chasser en solitaire au printemps et en été.
Le loup d'Abyssinie (Canis simensis) présente un comportement social différent : les individus membres de la meute chassent seuls, et se regroupent principalement pour défendre leur territoire contre les autres meutes.

### Chiens

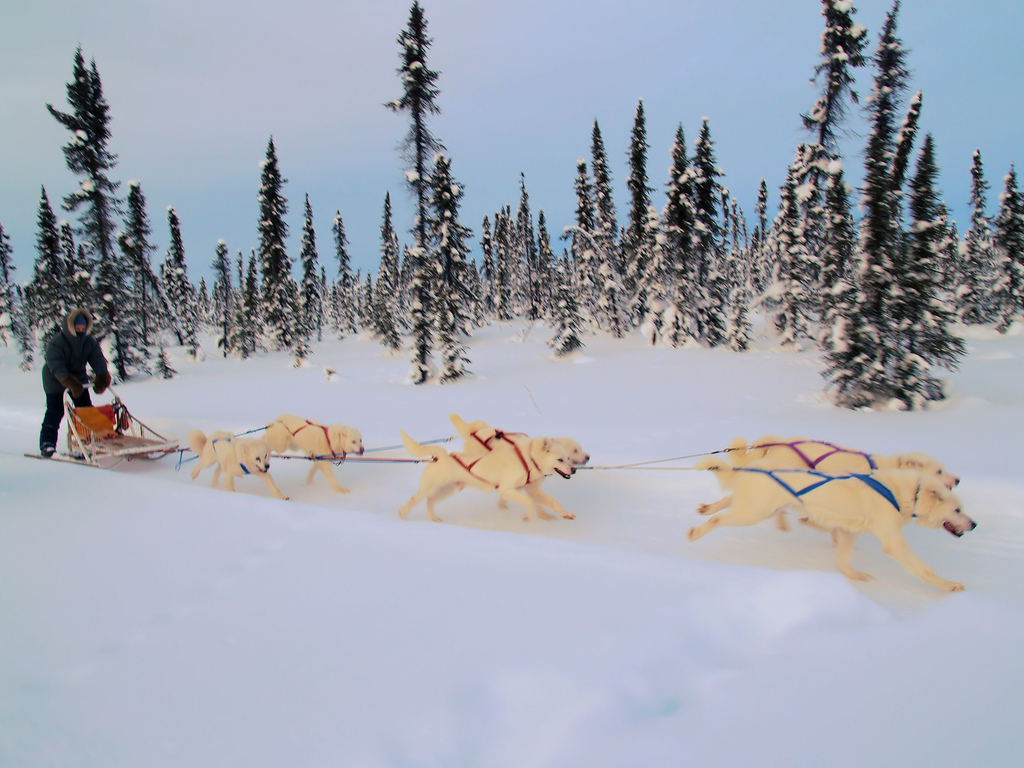
Huskies tirant un traîneau.

Le chien (Canis lupus familiaris) a intégré l’être humain dans sa structure sociale depuis au moins 12 000 ans, alors que les comportements sociaux des deux espèces sont différents. Les études du comportement du chien portent sur les interactions des chiens avec les humains, ainsi que sur le comportement des chiens errants.

### Lycaons
Chez le lycaon, les mâles participent à l’éducation des petits, et restent avec la même meute durant toute leur vie, alors que les femelles quittent leur meute d’origine à l’âge d’un an et demi ou deux ans pour rejoindre une autre meute. Dans les meutes de lycaons, les mâles sont plus nombreux que les femelles, et ordinairement, une seule femelle se reproduit avec tous les mâles. Toute la meute collabore pour la chasse, ainsi que pour le soin aux jeunes et individus malades ou blessés.

### Chacals et coyotes
Chez le chacal à chabraque (Canis mesomelas) et le coyote (Canis latrans), les couples se forment pour une longue durée, et la chasse est pratiquée en solitaire ou en couple,. Les deux parents s’occupent des jeunes, et les meutes sont constituées d’un couple de parents et de leurs petits. Des meutes plus importantes peuvent se former occasionnellement pour chasser du grand gibier.